# Placebo (formație)
Placebo este o formație de muzică rock alternativ, înființată în Anglia în 1994 de către Brian Molko (voce, chitară, muzicuță, claviaturi) și Stefan Olsdal (chitară bas, chitară, claviaturi, voce). Primul toboșar oficial al formației, Robert Schultzberg, a părăsit Placebo în 1996 din cauza conflictelor cu Molko, fiind înlocuit în același an de către Steve Hewitt.
Placebo a cunoscut succesul o dată cu lansarea „Nancy Boy” în 1997, un cântec descris de solistul Brian Molko drept „obscen”. Formația a stârnit controverse la începutul carierei, datorită tendințelor lui Molko de a apărea în public în rochii și purtând machiaj, și declarațiilor sale deschise despre sex, sexualitate și consumul de droguri. De-a lungul timpului, formația a colaborat cu artiști precum David Bowie, Justin Warfield (One Inch Punch, She Wants Revenge), Michael Stipe (R.E.M.) și Alison „VV” Mosshart (The Kills).
În 2007, toboșarul Steve Hewitt a fost concediat din Placebo din cauza unor neînțelegeri personale și profesionale, fiind înlocuit în 2008 de Steve Forrest. Formația a lansat două albume de studio în această formulă, Forrest plecând în 2015 pentru a se ocupa de propria sa carieră muzicală. Din 2015, Placebo activează în formulă de duo, folosind muzicieni adiționali în turnee.
Formația a lansat șapte albume de studio și a vândut peste un milion de albume în Marea Britanie și peste zece milioane de albume la nivel internațional.

## Istorie

### Primii ani (1994-1995)
Ambii membri fondatori Placebo, Brian Molko și Stefan Olsdal, au frecventat același liceu în Luxemburg, The American International School of Luxembourg, dar fără să interacționeze, întrucât făceau parte din cercuri sociale diferite. Cei doi s-au reîntâlnit întâmplător în Londra în 1994. Olsdal lua lecții de chitară în acea perioadă, iar întâlnirea cu Molko s-a produs la stația de metrou South Kensington. Molko a observat că Olsdal avea chitara la el și l-a invitat la un concert acustic pe care urma să îl susțină în Deptford. Impresionat de prestația lui Molko, Olsdal a venit cu ideea ca cei doi să formeze o trupă. Unul dintre numele inițiale ale noii formații a fost Ashtray Heart, după un vers Captain Beefheart: „She used me like an ashtray heart”. Ashtray Heart este vehiculat adesea drept primul nume al formației, deși Molko a negat acest aspect, precizând că formația a avut mai multe nume și că faptul că Ashtray Heart a fost primul nume este doar un zvon.
Inițial, duo-ul a avut dificultăți în alegerea unui toboșar. Formația a cântat pentru o scurtă perioadă cu Steve Hewitt, un prieten de-al lui Molko, însă Hewitt era deja într-o formație locală denumită Breed. Robert Schultzberg a fost ales în cele din urmă ca toboșar către finalul anului 1994.
Formația a adoptat în cele din urmă numele Placebo, datorită semnificației pe care cuvântul o are în latină („Voi plăcea”). Referitor la acest lucru, Stefan Olsdal își amintea într-un interviu din 2007:

„Faza cu numele formației e să găsești unul care să sune bine. După aia ești întrebat de atâtea ori în interviuri de ce ai ales numele ăla, încât începi să vii cu povești inventate. Una din cele inventate de noi a fost ceva în genul: 'Sunt o grămadă de trupe cu nume gen codeină și morfină, dar noi am vrut să ne numim trupa după un medicament care nu funcționează!'

Într-un interviu din 2000, Molko reflecta:

„Este o întrebare complexă. Ca muzician, încerci să găsești un nume pentru formația ta care să te reprezinte și nu reușești niciodată cu adevărat, întrucât, în esență, numele formațiilor își pierd semnificația după o vreme. Devin o serie de sunete pe care le asociezi cu oamenii din muzică. Cel mai important lucru pentru un nume este să poți să-ți imaginezi paisprezece mii de oameni scandându-l la unison.

### Placebo, prima schimbare de componență, legăturile cu glam rock-ul și controversele (1996-1998)

Coperta primei ediții a single-ului „Bruise Pristine”. Fotografia îi aparține lui Cecil Beaton și a fost realizată în timpul celui de-al Doilea Război Mondial.

În 1996, Placebo a semnat un contract cu casa de discuri Caroline Records. Anterior semnării acelui contract, trupa lansase un single, „Bruise Pristine”, la casa de discuri Fierce Panda, pe care Molko avea să îl descrie ulterior în termeni nefavorabili, comparându-și vocea cu cea a lui Mickey Mouse.
Placebo a lansat pe 17 iulie 1996, primul album, numit Placebo. Acest album de debut, produs de Brad Wood, conținea zece piese și o melodie bonus, și era influențat, după spusele lui Molko, de Sonic Youth și Depeche Mode.
Schultzberg a părăsit formația în 1996, datorită tensiunilor de amploare cu Molko. Schultzberg fusese inițial concediat în septembrie 1995, dar a fost reangajat în vederea înregistrării single-ului „Bruise Pristine”. După o ceartă în august 1996, chiar înainte de primul lor show televizat, „The White Room”, Molko a decis că ar fi mai bine pentru trupă ca Schultzberg să plece. Schultzberg a sugerat să cânte împreună până la sfârșitul anului, pentru a promova albumul. În septembrie 1996, în timp ce se aflau în turneu în SUA, Schultzberg a fost informat de către Olsdal că nu avea să participe la turneul din Germania care urma celui din SUA. La cererea managerului, el a mai participat totuși la două concerte în Paris după turneul din SUA. Molko l-a contactat ulterior pe Steve Hewitt pentru a-i cere să redevină parte din formație, ofertă care a fost acceptată.
Piesa care a propulsat formația către succes a fost „Nancy Boy”, care a intrat direct pe locul 4 în UK Albums Chart. Melodia, scrisă în 1994, și inspirată parțial de o declarație a solistului Suede, Brett Anderson („Sunt un bisexual care nu a avut niciodată o experiență homosexuală”), avea o lirică provocatoare, cu tente sexuale evidente. Chiar și la acea vreme, Molko avea să spună despre ea: „Nu e absurdă... e obscenă”, arătându-și surprinderea că un asemenea cântec a putut atinge o poziție atât de înaltă în topuri. „Am o relație foarte ambivalentă cu 'Nancy Boy'”, avea să admită artistul în 2016, adăugând că, deși apreciază contribuția pe care a avut-o cântecul în succesul formației, îl consideră o creație imatură.

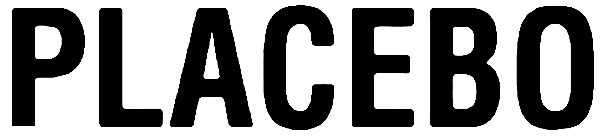
Logo-ul oficial Placebo, utilizat de la primul album și până în prezent.

Piesa avea să atragă atenția lui David Bowie, care a invitat formația în 1996 să cânte în deschiderea unor concerte de-ale sale. Placebo s-a numărat ulterior printre invitații lui Bowie la concertul său aniversar de 50 de ani ce a avut loc în 1997, la Madison Square Garden, alături de Billy Corgan de la The Smashing Pumpkins, Robert Smith de la The Cure și Lou Reed.
Legăturile formației cu glam rock-ul au continuat. În 1998, Placebo a înregistrat un cover după un cântec aparținând celor de la T.Rex, „20th Century Boy”. Piesa a apărut pe coloana sonoră a filmului Velvet Goldmine, în care a jucat și formația (Molko și Hewitt în rolurile lui Malcolm, respectiv Billy, de la The Flaming Creatures, iar Olsdal în rolul basistului din Polly Small's Band). Prestațiile din film le-au adus un val de critici din partea presei britanice, și însuși Molko a admis într-un interviu din 2001: „probabil nu a fost cea mai deșteaptă idee pe care am avut-o”, adăugând: „Cred că arătam ca niște idioți. Dar ce dacă? Se cheamă actorie. Nu-i ceva real.”
Placebo a primit critici multiple din partea presei din pricina atitudinii neortodoxe a membrilor formației și a imaginii androgine a solistului Brian Molko. Într-un interviu din 2016 legat de perioada de debut a formației, Brian Molko comenta:

„Reacționam foarte puternic împotriva atitudinii macho, a cântecelor de peluză și a revizionismului britpop, și împotriva naționalismului, pe care îl percepeam ca pe o xenofobie la nivel muzical. Încercam să facem o declarație politică puternică despre fluiditatea sexualității prin rochiile și machiajul pe care le purtam. Ne propusesem să producem confuzie, și cred că Nancy Boy a fost coloana sonoră perfectă pentru așa ceva.”

### Without You I'm NothingșiBlack Market Music(1998-2002)
Placebo a lansat cel de-al doilea album de studio, Without You I'm Nothing, pe 12 octombrie 1998, sub egida casei de discuri Virgin Records. Înregistrarea albumului a fost marcată de neînțelegeri cu producătorul Steve Osborne, cu care formația a ajuns să nu mai vorbească la finalul sesiunilor. Albumul s-a clasat pe locul 7 atât în Marea Britanie, cât și în Franța.
Primul extras pe single, „Pure Morning” a fost difuzat intens la radiourile americane, ajungând până pe 19 în topul Billboard Modern Rock Tracks. În Marea Britanie a egalat succesul piesei „Nancy Boy”, clasându-se pe locul 4 în UK Albums Chart. Videoclipul piesei a fost nominalizat la premiul Best British Video din cadrul Brit Awards 1999, dar a pierdut în favoarea clipului la piesa „Millennium” a lui Robbie Williams.  Brian Molko avea să se declare ulterior nemulțumit de calitatea versurilor piesei, refuzând să o interpreteze timp de nouă ani în concerte.
Formația a continuat să se bucure de succes, următorul extras pe single, „You Don't Care About Us”, ajungând până pe 5 în topul britanic. Al treilea extras pe single, „Every You Every Me”, a atins locul 11 în Marea Britanie și a fost inclus pe coloana sonoră a filmului Tentația seducției, inspirat din romanul „Legăturile primejdioase” scris de Choderlos de Laclos.

Albumul „Black Market Music”, cu autografele membrilor formației.

Ultima melodie lansată de pe album, „Without You I'm Nothing”, a fost reînregistrată și lansată ca duet cu David Bowie, la cererea acestuia din urmă; Molko avea să descrie în 2016 acest fapt drept o onoare, adăugând că a realizat mult mai târziu importanța reală a acestei colaborări.
Al treilea album Placebo, Black Market Music, a fost lansat pe 9 octombrie 2000 și a fost produs de Paul Corkett. Albumul era mai experimental decât cele două înregistrări anterioare, Placebo colaborând cu Justin Warfield (One Inch Punch, She Wants Revenge), care a înregistrat o secvență de rap pe piesa „Spite & Malice”, și folosind o secvență de chitară a celor de la Pavement pe piesa „Slave to the Wage”. Ediția americană a albumului a inclus schimbări în playlist, conținând duetul cu David Bowie, „Without You I'm Nothing”, și un cover după Depeche Mode, „I Feel You”.

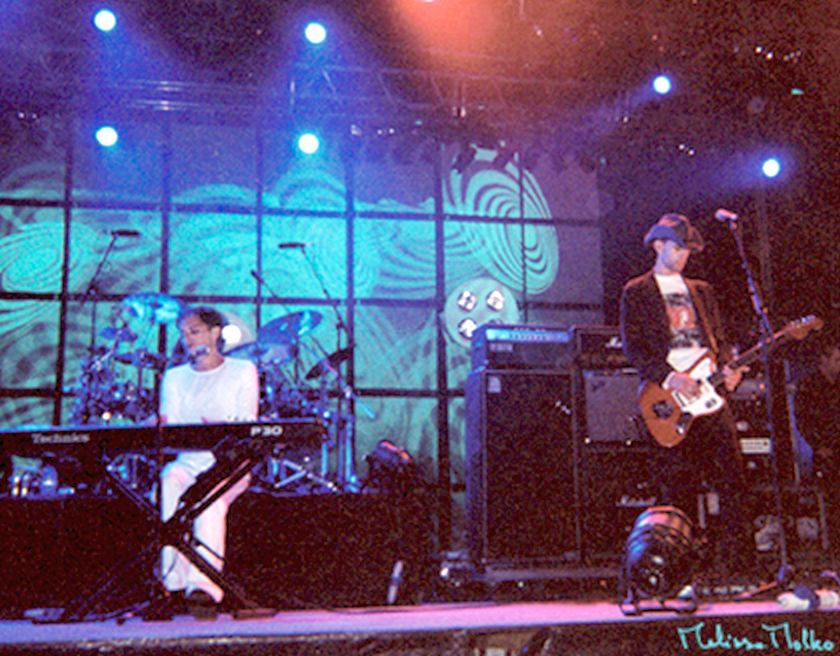
Placebo în concert la festivalul Sudoeste, 2001. Stânga: Brian Molko. Dreapta: Stefan Olsdal.

Primele două extrase pe single de pe album, „Taste in Men” și „Slave to the Wage” au ajuns pe locurile 16, respectiv 19 în Marea Britanie.
Într-un interviu din anul 2001, Molko declara despre album următoarele:

„Cred că este albumul pe care am vrut mereu să îl facem. Cred, fără nici cea mai mică exagerare, că îl iubim și că nu am fost niciodată atât de încântați de un album. Albumul nostru de debut a fost rapid și aspru, pop punk, Without You I'm Nothing a înfățișat partea noastră melancolică și depresivă, iar Black Market este o combinație perfectă a celor două laturi.”

Ulterior, artistul avea să devină mai rezervat în aprecieri, caracterizând albumul drept mult prea sumbru, și exprimându-și regretul de a nu se fi implicat suficient în producție.
Una dintre piesele cele mai controversate de pe album a fost extrasul pe single „Special K”, în care dragostea este comparată cu senzația oferită de substanța narcotică numită ketamină. Din cauza folosirii acestei metafore, piesa a fost cenzurată în Anglia. În ciuda acestui fapt, Black Market Music a avut vânzări de peste un milion de exemplare, reușind de asemenea performanța de a se clasa pe locul 1 în Franța și pe 6 în Marea Britanie.

### Sleeping With GhostsșiOnce More With Feeling(2003-2005)
Placebo a lansat cel de-al patrulea album, numit Sleeping With Ghosts, pe 24 martie 2003. Sunetul albumului marchează o schimbare față de materialele anterioare, având vizibile tente electronice. Molko a explicat titlul albumului într-un interviu:

„Este romantic fără a fi sentimental. E un album plin de culoare. E de asemenea prima oară când am înregistrat un album pe timp de vară, după o pauză lungă. Înainte eram într-un fel de bulă rock'n'roll, alternam ședințele de studio cu concertele, eram destul de rupți de lumea reală. E periculos să trăiești prea mult în această sferă. Am avut ocazia să ne îndepărtăm puțin de tot ce s-a întâmplat din 1996 și până acum. Am putut de asemenea să reflectez la acest montagne russe care este viața mea emoțională după acești șapte ani. Fantomele despre care vorbesc sunt oamenii, evenimentele pe care le porți în suflet în mod conștient sau inconștient”.

Albumul a vândut 1,4 milioane de copii la nivel mondial și a atins top 10 în douăzeci de țări, ajungând pe locul 11 în Marea Britanie și pe primul loc în Franța. „The Bitter End”, primul single, s-a concretizat într-una din piesele de rezistență de pe album, atingând locul 12 în topul britanic. „Protège-Moi”, varianta în franceză a piesei „Protect Me From What I Want”, a fost lansată ca single în Franța, unde a atins locul 18.
La sfârșitul anului, a apărut Sleeping With Ghosts Special Edition ce conținea albumul și încă un disc cu zece coveruri. Discul bonus avea să fie relansat în 2010 sub numele Covers.
În timpul turneului de promovare al albumului, mai precis, în timpul concertului din Bercy din octombrie 2003, Placebo a înregistrat primul lor DVD, Soulmates Never Die (Live in Paris 2003), care a apărut pe 15 martie 2004. Discul conținea și un documentar intitulat „Sleeping With Ghosts - Tour Film”.
Pe 25 octombrie 2004, Placebo a lansat compilația Once More With Feeling in format CD, DVD, și cu un CD bonus conținând zece remixuri. Once More With Feeling conținea, pe lângă single-uri (prezente toate, în afară de „Come Home”), melodia „Protège-Moi”, plus două piese noi, „I Do” și „Twenty Years”, ultima dintre ele fiind lansată ca extras pe single și ajungând pe 18 în Marea Britanie. O retrospectivă în istoria trupei, Once More With Feeling oferea ocazia ascultătorului să analizeze schimbările petrecute în sunetul, lirica și atitudinea formației, Molko comparând într-un interviu din 2005 primele extrase pe single cu niște „poezii proaste scrise în facultate”.
Formația a susținut un concert în noiembrie la Wembley Arena, ce l-a avut ca invitat pe Robert Smith, solistul formației The Cure, pe două piese: „Without You I'm Nothing” și „Boys Don't Cry”. Placebo avea să mai concerteze în Marea Britanie de abia în 2006.
Placebo a susținut un mini turneu de promovare în America în aprilie anul următor.  Pe 2 iulie, formația a participat la concertul Live 8 din Paris, la Palatul Versailles,  unde a interpretat piesele „Twenty Years” și „The Bitter End”.

### Medsși plecarea lui Hewitt (2006-2008)

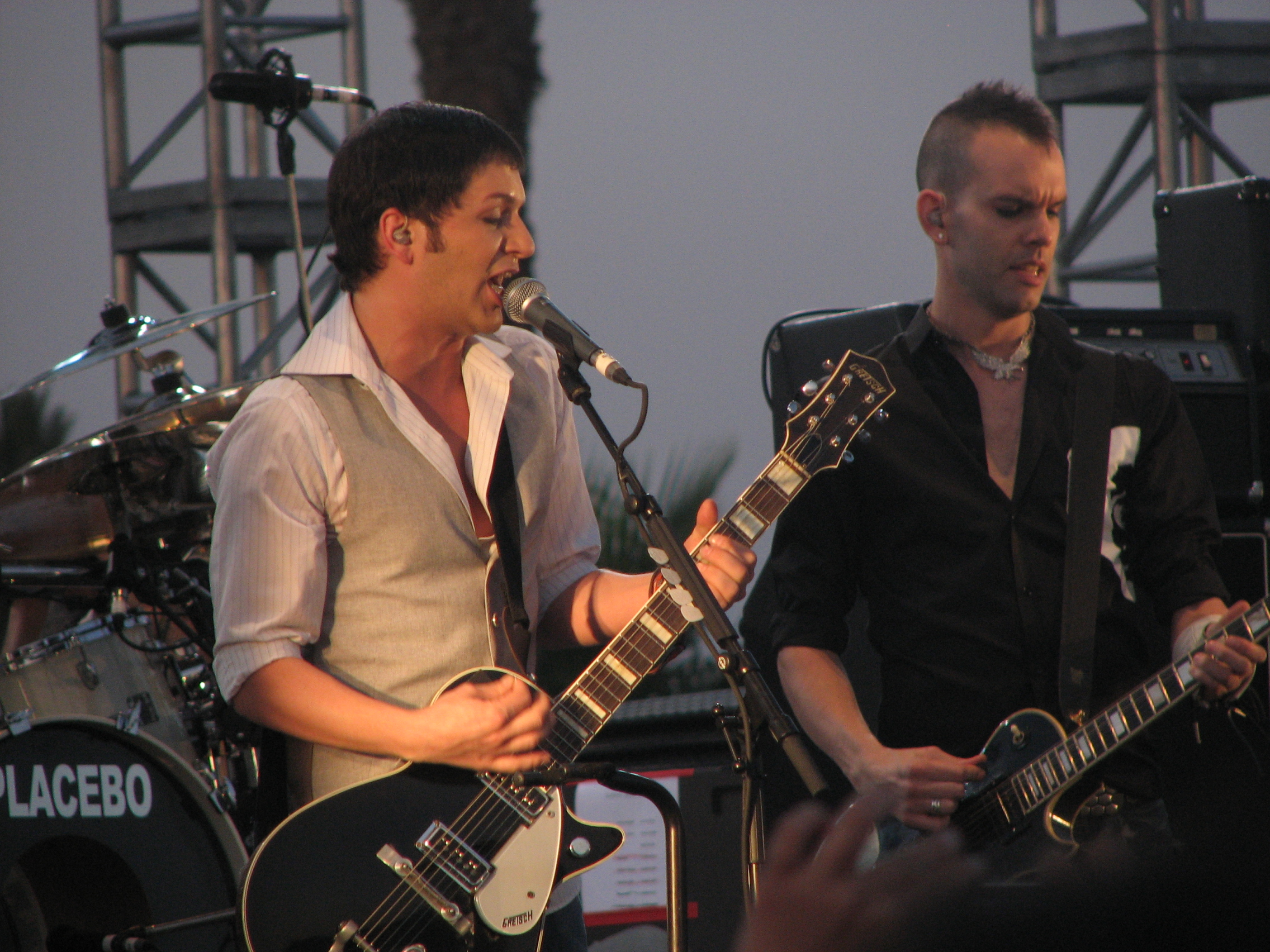
Brian Molko și Stefan Olsdal la ediția din 2007 a festivalului Coachella.

Placebo a lansat cel de-al cincilea album de studio, Meds, pe 13 martie 2006. Albumul a fost scos și în ediție limitată, cu un al doilea disc ce conținea un documentar, versurile, videoclipuri live, trei variante demo - la „Pierrot The Clown”, „I Do” și „In the Cold Light of Morning”, și cântecul „Long Division”, care fusese interpretat în concerte, dar nu fusese înregistrat până atunci). Varianta lansată în Statele Unite ale Americii conținea două melodii bonus, „Running Up That Hill” și „UNEEDMEMORETHANINEEDU”, dar nu includea „In the Cold Light of Morning” la insistențele lui Molko, care dorise să evite cenzura cuvintelor cu aluzie sexuală din melodie. Primul extras pe single de pe album a fost „Because I Want You” în Marea Britanie, respectiv „Song to Say Goodbye” în restul lumii. Meds a beneficiat de asemenea de două colaborări: Alison „VV” Mosshart de la The Kills, pe piesa ce dă titlul albumului (și care de altfel a și fost extrasă pe single), și Michael Stipe de la R.E.M., pe piesa „Broken Promise”.
Deși albumul fusese postat și descărcat ilegal de pe Internet cu aproape două luni înainte, în ianuarie 2006, a atins locul 1 în topurile din Franța, Elveția, Austria și Belgia.
Ideea albumului se baza pe întoarcerea la rădăcini, după cum explica Molko la momentul lansării:

„Ideea lui Dimitri (Tikovoi, producătorul) a fost să ne învețe să facem din nou un 'prim album'... Așa că ne-am întors la o latură foarte elementară a trupei Placebo. Spre exemplu, în părțile unde de obicei apelam la o claviatură extrem de sofisticată, am folosit pianul. Cred că de-a lungul timpului ne-am făcut o faimă din a fi destul de complicați și cred că ne-a plăcut această libertate de a ne întoarce la rădăcini pe care am avut-o pe acest disc, ne-am concentrat mai mult pe scrierea cântecelor decât să arătăm cât de deștepți suntem și cât de buni am ajuns la folosirea unui studio. Am mers pe simplitate mai degrabă decât pe elaborare.”

Turneul de promovare al albumului Meds a inclus pentru prima dată România, Placebo concertând la București pe 13 august 2006 la Arenele Romane.
Pe 25 septembrie 2006, formația a relansat albumul de debut, Placebo, cu titlul „10th Anniversary collectors edition”. Noua variantă a albumului era remasterizată și includea un DVD cu videoclipuri, concerte și apariții televizate.
În 2007, la sfârșitul lunii martie, Placebo a anunțat că recrutează fani pentru a apărea în videoclipul noului lor single, „Running Up That Hill”. În același an, Placebo i-a însoțit pe Linkin Park, My Chemical Romance, Julien-K, HIM, Saosin, și Taking Back Sunday în turneul Projekt: Revolution.

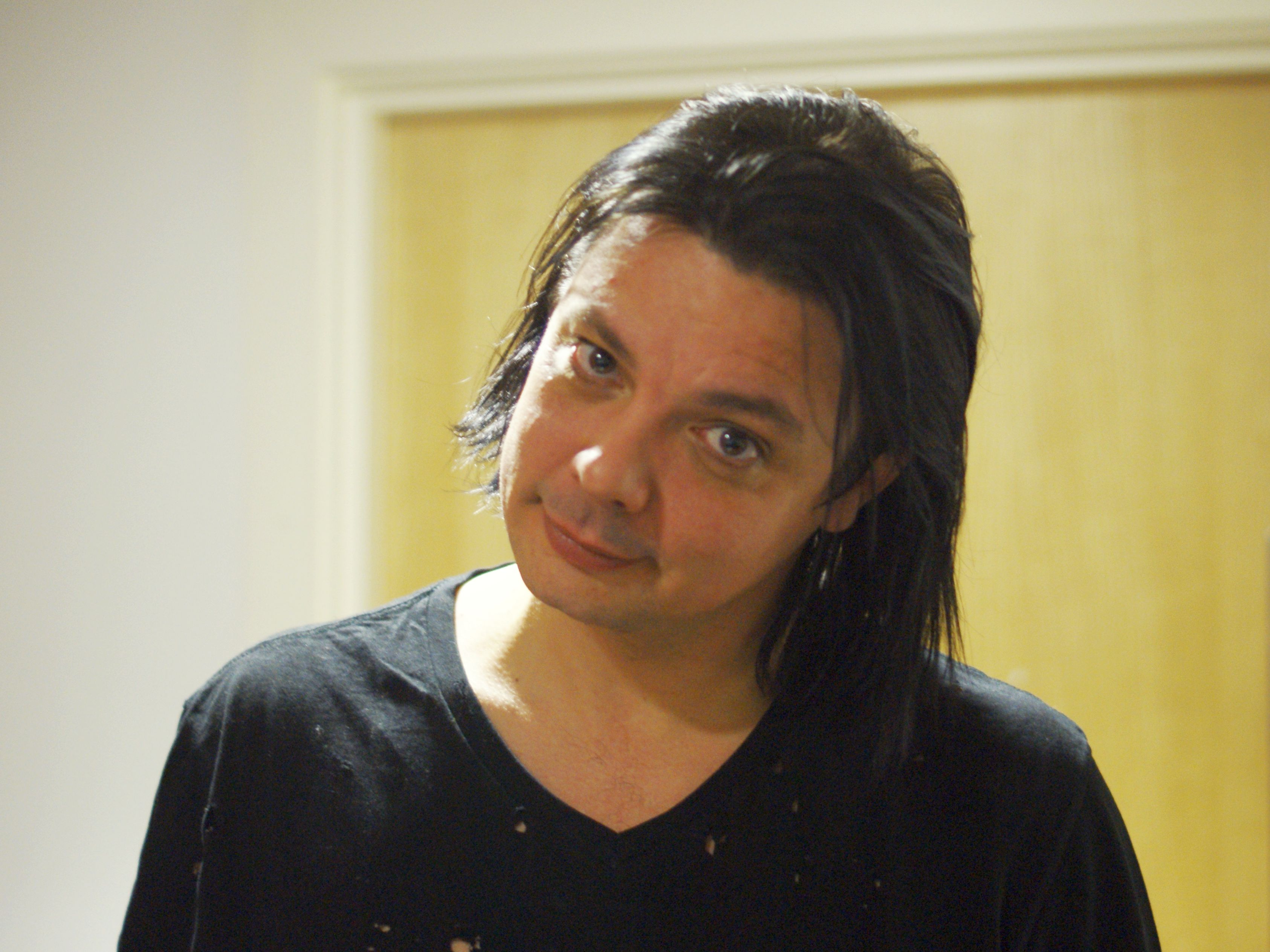
Toboșarul Steve Hewitt a fost concediat din Placebo în 2007, pe motiv de neînțelegeri de ordin muzical și personal.

După programarea turneului Projekt Revolution, Virgin Records a lansat EP-ul Extended Play '07, material destinat să familiarizeze noii fani ai formației cu muzica Placebo. Compilația conținea opt cântece: „Nancy Boy”, „Every You Every Me”, „Taste in Men”, „The Bitter End”, „Meds”, „Pure Morning” (variantă live), „Infra Red” (variantă live) și cover-ul „Running Up That Hill” (variantă live).
Concertele din turneul Projekt Revolution aveau să fie ultimele apariții ale lui Steve Hewitt pe scenă cu Placebo. Relațiile dintre Hewitt și ceilalți doi membri ai formației se deterioraseră semnificativ în timpul înregistrării albumului Meds, și în cele din urmă site-ul oficial al formației a anunțat pe 1 octombrie 2007 plecarea toboșarului „din cauza neînțelegerilor muzicale și personale.” Site-ul anunța de asemenea că membrii Placebo aveau să ia o pauză, că aveau să reînceapă lucrul la un nou album în primăvara lui 2008, și că nu se grăbeau să caute un înlocuitor pentru Hewitt. Hewitt a precizat într-un interviu din 2010 că plecarea din Placebo nu a fost inițiativa sa: „Am terminat turneul, ne-am despărțit la aeroport, și două săptămâni mai târziu am fost chemat la o întâlnire cu managementul: Asta a fost. Nu mai faci parte din trupă.” În același interviu, Hewitt a susținut că nu i s-a oferit niciun motiv pentru concediere. Molko și-a apărat decizia de a renunța la Hewitt, explicând că era necesară pentru binele formației.
Pe 6 august 2008, Placebo a făcut cunoscut numele noului toboșar, Steve Forrest, fost component al trupei americane Evaline. Cu această ocazie, s-a anunțat și începerea înregistrărilor pentru noul album.
La sfârșitul lunii octombrie 2008, Molko a cântat la concertul ținut la Paris în onoarea lui Serge Gainsbourg. Pe 7 decembrie, formația a concertat în Cambodgia, la Ankgor Wat, în cadrul unui eveniment organizat de postul de muzică MTV menit să atragă atenția asupra traficului de carne vie.

### Battle for the Sun(2009-2012)

Placebo în concert la Romexpo, București, 21 iunie 2009. De la stânga la dreapta: Brian Molko, Stefan Olsdal, Steve Forrest.

Pe 18 ianuarie 2009, Placebo a anunțat semnarea unui contract cu casa de discuri PIAS Entertainment Group. Solistul Brian Molko a declarat cu această ocazie: „Suntem încântați să semnăm cu PIAS, una dintre cele mai respectate și de succes companii de muzică din lume. Am fost foarte norocoși că atâtea case mari de discuri s-au interesat de noi, înseamnă mult, mai ales după 12 ani în care am lansat albume.”
Noul album, Battle for the Sun, a fost programat pentru lansare pe 8 iunie 2009. Pentru acest material, formația a colaborat cu producătorul David Bottrill, care mai lucrase, printre alții, cu Tool, Muse, și Peter Gabriel. Extrasul pe single promoțional cu același nume ca albumul a fost difuzat în exclusivitate pe 17 martie la emisiunea lui Zane Lowe de pe BBC Radio 1. În seara aceleiași zile, formația a susinut un concert secret la Londra, în cadrul căruia au interpretat o parte de pe piesele de pe noul album. În recenzia concertului, revista Rocksound a precizat că albumul este, din punct de vedere instrumental, o întoarcere la materialul din 1998, Without You I'm Nothing. Brian Molko a descris într-un interviu din 2013 materialul drept „sunetul unei formații care încerca să găsească o nouă identitate”.
Pe data de 20 aprilie 2009 a fost difuzată la radio pentru prima oară melodia „For What It's Worth”, care a devenit disponibilă pentru descărcare chiar de a doua zi. Cântecul a fost lansat în format fizic pe 1 iunie 2009.
Pe 9 mai 2009, formația a susținut un concert la Sheffield, concert în cadrul căruia a interpretat atât piese de pe noul album cât și piese vechi. Concertul a fost unul dintre primele concerte din turneul de promovare al albumului Battle for the Sun.
Pe 21 mai, Placebo a anunțat că toți fanii înscriși pe site-ul oficial aveau să poată asculta în premieră albumul Battle for the Sun. Albumul a fost disponibil pentru ascultare de pe 29 mai pe 31 mai.
Pe 8 iunie 2009, în aceeași zi cu lansarea oficială a albumului Battle for the Sun, Virgin Records a lansat Limited Edition Placebo Box Set, ce conținea zece discuri, printre care se numărau cele cinci albume de studio anterioare ale trupei, B-side-urile, EP-ul Live at La Cigale și DVD-urile Soulmates Never Die (Live in Paris 2003) și Once More with Feeling (video collection). Membrii Placebo au ținut să clarifice că această lansare s-a făcut fără consultări preliminare cu ei, și că, drept urmare, nu au niciun amestec în distribuția box set-ului.
Pe 21 iunie 2009, Placebo a concertat pentru a doua oară în România, la București (Romexpo).
În iulie 2009, melodia „Every You Every Me” a fost votată de către publicul australian pe locul 83 în „Triple J Hottest 100 of all time”.
La începutul lunii august, Placebo a trebuit să întrerupă un concert la Osaka, deoarece lui Brian Molko i s-a făcut rău pe scenă. Ulterior, pe site-ul oficial al formației a apărut o știre conform căreia Molko ar fi contactat un virus, care, combinat cu epuizarea din turneu, a condus la leșin. Ca urmare a acestui incident, Placebo a anulat o serie de concerte pe care trebuia să le susțină în SUA.

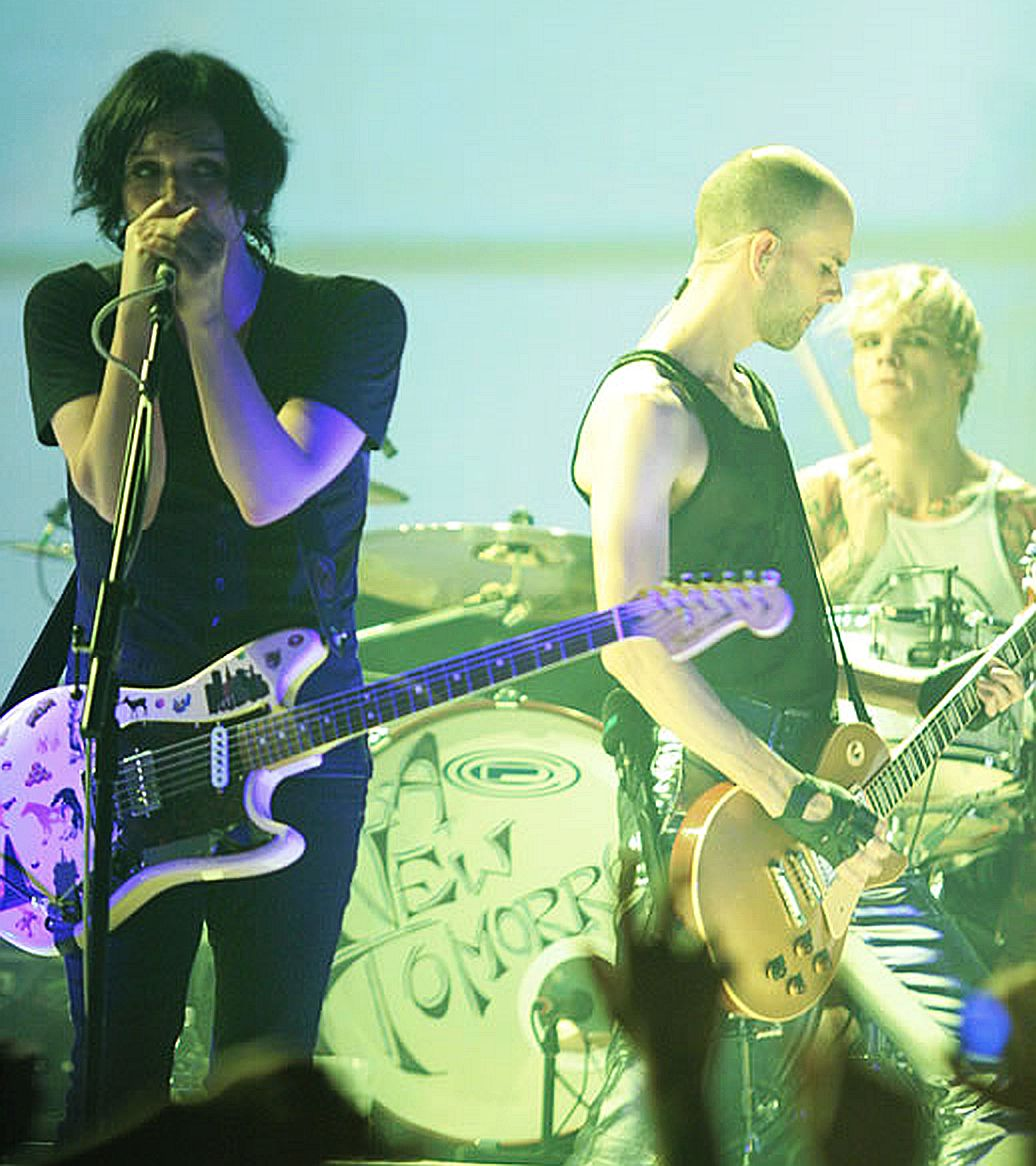
Placebo în concert la Bologna, noiembrie 2009.

Pe data de 5 noiembrie 2009, Placebo a primit premiul pentru cea mai bună trupă alternative în cadrul premiilor MTV Europe Music Awards de la Berlin, categorie la care a concurat cu The Killers, Muse, Paramore și The Prodigy. Cu această ocazie, Molko a declarat: „Este incredibil că am ajuns să câștigăm unul după cincisprezece ani de carieră.”
Pe 7 decembrie 2009, Placebo a lansat iTunes Live: London Festival '09, un album live înregistrat la iTunes Festival (The Roundhouse, Camden, 14 iulie 2009).
În februarie-aprilie 2010, Placebo a susținut concerte în Asia, Australia și America de Sud, vizitând ulterior și țări precum Israel, Liban sau Rusia.
Pe 27 septembrie formația a lansat Battle for the Sun Redux Edition, ce conținea varianta extras pe single a „Bright Lights” și un disc bonus cu câteva piese mai vechi, reînregistrate, și două piese noi, „Monster Truck” (un cover după Wild Boar) și „Trigger Happy Hands”, ce a beneficiat și de un videoclip. Ultimele concerte din turneul de promovare Battle for the Sun au avut loc la Brixton Academy (Londra) pe 27 și 28 septembrie 2010.
Formația ar fi trebuit să mai susțină câteva concerte în Spania, Portugalia, Japonia și Coreea de Sud, dar spectacolele au fost anulate din pricina stării proaste de sănătate a lui Brian Molko.
În august 2011, Placebo a susținut două concerte la Berlin și Stuttgart.
Pe 31 octombrie 2011, formația a lansat cel de-al doilea DVD live, We Come in Pieces, care era o înregistrare a concertului susținut pe 28 septembrie 2010 la Brixton Academy. DVD-ul conținea de asemenea un film scurt, „Trigger Happy Hands”, și un documentar intitulat „Coming Up For Air”, regizat de Charlie Targett-Adams. Pe 12 decembrie, Placebo a lansat Live at Angkor Wat exclusiv pe iTunes, care conținea concertul semi-acustic susținut la Angkor Wat în 2008.

### B3,Loud Like Loveși plecarea lui Forrest (2012-2015)
Pe 28 noiembrie 2011, Placebo a anunțat participarea la Sundance Film and Music Festival în aprilie 2012. În ianuarie 2012, formația a confirmat prezența la festivalul Rock im Pott pe 25 august 2012, alături de Red Hot Chili Peppers. Basistul Stefan Olsdal a confirmat de asemenea pentru Billboard.com că formația avea să revină în studio în 2012 pentru a începe lucrul la un nou album.
Formația a fost în turneu în Europa din aprilie până în septembrie 2012, turneu ce a inclus și România. Un concert din cadrul unui festival în Austria a fost anulat din cauza stării de sănătate a lui Brian Molko, formația părăsind scena după doar un cântec.
În august 2012, Placebo a semnat cu Universal Music Germania. Drepturile de distribuție erau extinse inclusiv la materialele lansate în anii anteriori.
Placebo a lansat un EP de 5 piese, B3, pe 12 octombrie 2012. Materialul a fost relansat pe vinil pentru Record Store Day în 2013.

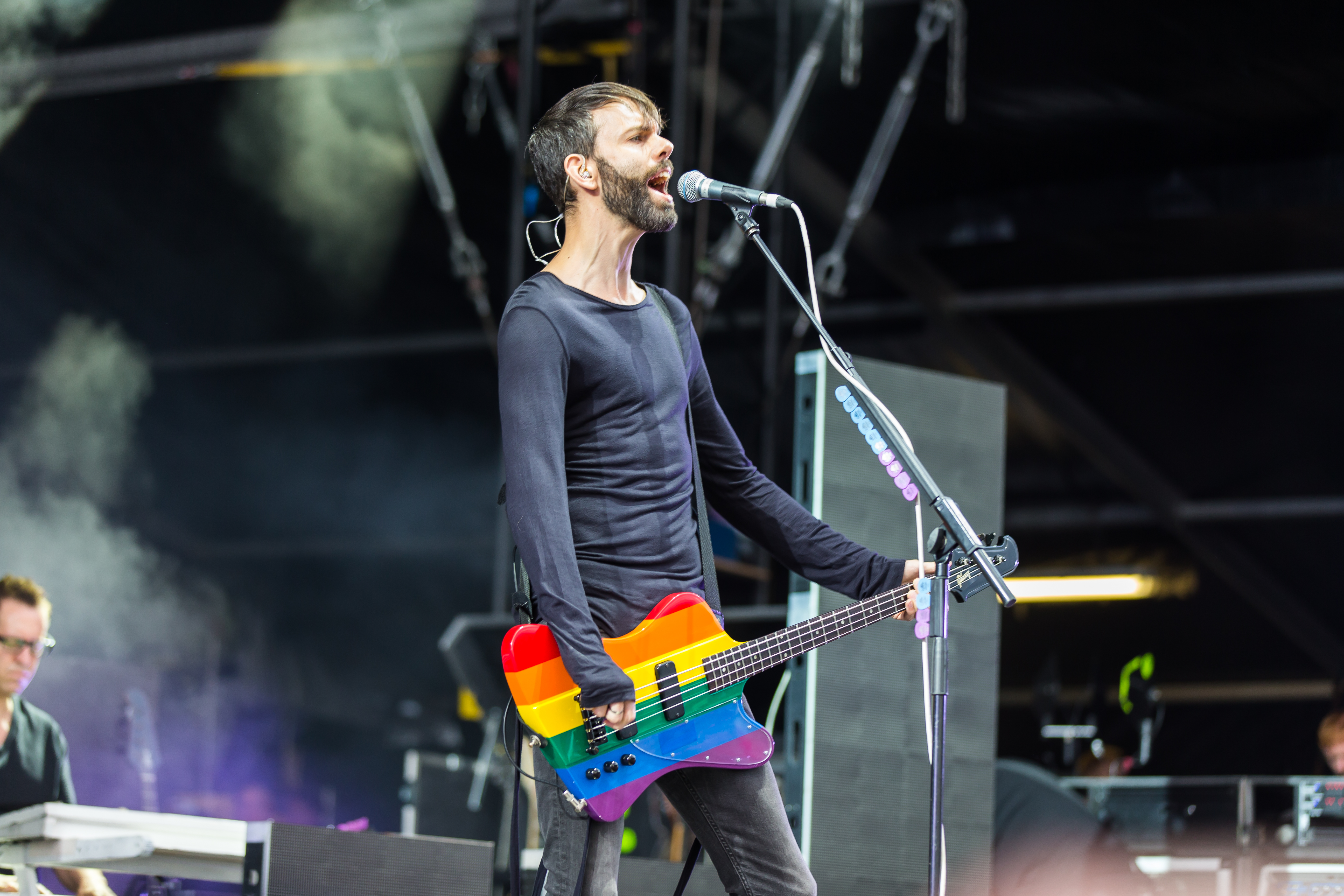
Stefan Olsdal într-un concert din 2014, cântând la un bas-curcubeu; curcubeul este un cunoscut simbol LGBT.

Pe 21 mai 2013, Placebo a anunțat lansarea celui de-al șaptelea album de studio, intitulat Loud Like Love, și a confirmat un turneu în Marea Britanie în decembrie. Pe 12 iulie, formația a încărcat pe Internet piesa „Too Many Friends”, primul extras pe single de pe noul album, al cărei videoclip oficial a fost lansat în august.
Albumul Loud Like Love, produs de Adam Noble, a fost lansat pe 16 septembrie 2013 în cinci formate diferite. Cu ocazia lansării, Placebo a susținut propria emisiune pe Internet, pe canalul oficial de YouTube. Emisiunea, intitulată Loud Like Love TV, a durat nouăzeci de minute și a conținut interviuri cu formația și colaboratorii la album, interpretări în direct ale pieselor de pe album și filmări din spatele scenei.
Brian Molko a descris înregistrarea albumului drept o experiență pozitivă, adăugând:

„...văd acest disc drept o colecție de zece povești de ficțiune, bazate pe propria mea experiență și pe propriile mele sentimente legate de relații de-a lungul acestor douăzeci de ani, simt că am fost capabil să folosesc spunerea de povești, cred că am devenit mai priceput la asta, să creez cântece cu personaje. Paradoxal, datorită acestui fapt, am putut fi mai sincer, mai direct și mai personal.”

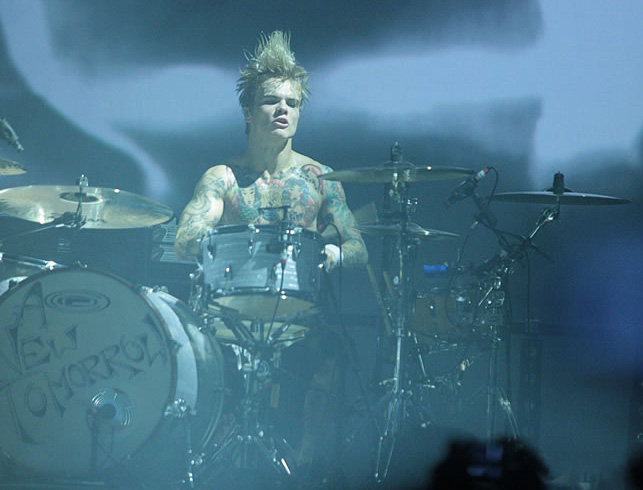
Steve Forrest (aici într-un concert cu Placebo din 2009), a părăsit formația în 2015 pentru a-și urma propria carieră muzicală.

Placebo a promovat noul album în Europa printr-o serie de concerte în noiembrie și decembrie 2013. Între februarie și aprilie 2014, formația a fost în turneu în Australia și Mexic, iar începând cu iunie 2014, a concertat din nou în Europa, bifând inclusiv o prezență la festivalul românesc Summer Well.
În octombrie 2014, Placebo a susținut primul turneu în Statele Unite ale Americii după șase ani.
Pe 2 februarie 2015, formația a anunțat plecarea lui Steve Forrest, care dorea să își urmeze propria carieră muzicală; despărțirea a fost caracterizată drept amiabilă. Matt Lunn, fost membru Colour of Fire, l-a înlocuit pe Forrest ca membru de turneu pentru concertele deja programate în 2015.
Pe 12 februarie, Placebo a anunțat că avea să își facă disponibile toate înregistrările de studio pe platformele online de muzică.
Placebo a concertat în Irlanda și Marea Britanie în februarie și martie 2015. Între mai și iulie, formația a fost în turneu în Europa, Maroc, Rusia și Georgia. În timpul concertului din Maroc, basistul Stefan Olsdal a apărut la bustul gol, cu numărul 489 desenat pe piept și tăiat cu două linii, în semn de protest față de articolul 489 din codul infracțional marocan, ce prevede pedeapsa cu închisoarea pentru relațiile între persoane de același sex. Olsdal a folosit de asemenea și un bas-curcubeu pe scenă, curcubeul fiind un simbol LGBT.

### 20 de ani de Placebo,MTV UnpluggedșiA Place for Us to Dream(2015-prezent)
Pentru a marca douăzeci de ani de la lansarea primului album, Placebo a anunțat în iunie 2015 relansarea primelor cinci albume în variantă vinil, inclusiv ediții limitate pe vinil colorat.
Pe 19 august, Placebo a susținut un concert MTV Unplugged în Londra. Pe 27 noiembrie, MTV Unplugged a fost lansat pe CD, DVD, Blu-ray și vinil.
În martie 2016, Placebo a anunțat turneul aniversar „A Place for Us to Dream - 20 Years of Placebo”, primele date programate fiind în Marea Britanie și Irlanda în decembrie 2016. Cu această ocazie, Molko a declarat că lista pieselor avea să conțină melodii „pe care mi-am jurat că nu le voi mai cânta”, adăugând: „Turneul acesta e în mare măsură pentru fani și o șansă pentru noi să revenim asupra materialelor noastre mai vechi. Deci, dacă vreți să ne vedeți interpretând piese precum ‘Pure Morning’ și ‘Nancy Boy’, pe care nu le-am mai cântat de aproape zece ani și pe care s-ar putea să nu le mai cântăm, atunci ați face bine să veniți la spectacolele acestea!”
Pe 10 mai 2016 a fost lansat documentarul Alt.Russia, care conținea filmări din timpul seriei de concerte avute în Rusia de către formație în 2014. Narat de basistul Stefan Olsdal, documentarul este și un comentariu la adresa problemelor sociale și politice contemporane din Rusia, în special cele legate de homofobie.
Pe 4 august 2016, Placebo a anunțat lansarea compilației A Place for Us to Dream și a EP-ului Life's What You Make It, lansare programată pentru data de 7 octombrie. Ambele materiale conțineau noul extras pe single, „Jesus' Son”, al cărei dată oficială de lansare era 19 august.
Pe 7 octombrie, formația a lansat un videoclip filmat în 1998 pentru piesa „Every You Every Me”, care nu mai fusese arătat public până atunci.
Pe 13 octombrie 2016, Placebo a anulat concertul de la Aarhus, Danemarca, din cadrul turneului aniversar. Concertul a fost întrerupt după doar două cântece, Molko devenind incoerent și fiind scos de pe scenă. Formația a cerut scuze fanilor printr-un comunicat, explicând că Molko suferise o reacție adversă la un nou tip de medicament pe care îl lua. Turneul a continuat în următoarele seri fără incidente, Placebo primind recenzii pozitive pentru concertele susținute.
Placebo a continuat turneul aniversar și în 2017, vizitând inclusiv România, și confirmând o serie de concerte și în Australia, programate pentru toamna lui 2017.

### Caracteristici muzicale și lirice
Deși a fost considerată la debut drept o trupă de glam rock, Placebo și-a dezvoltat și diversificat muzica de-a lungul carierei, adoptând diverse elemente specifice altor genuri. În afara clasificărilor glam rock și rock alternativ, criticii au descris formația drept goth-rock, britpop, pop punk, post-punk revival, rock electronic, rock experimental și rock industrial. Criticii au identificat de asemenea elemente de rock progresiv. grunge și punk rock în muzica formației.
Influențele Placebo îi includ pe David Bowie, Can, Iggy Pop și The Stooges, Sonic Youth, The Cure, Pixies, Nirvana, PJ Harvey, Depeche Mode și Nine Inch Nails.
Versurile Placebo conțin referințe la droguri și teme LGBT. Molko a discutat în mod deschis experiențele legate de substanțele halucinogene, declarând în 1997: „Heroina este probabil singurul drog de pe planetă pe care nu l-am încercat”. Un an mai târziu, solistul avea să recunoască faptul că a încercat și heroina. Molko a menționat în 2003 că o mare parte dintre excesele sale inițiale s-au datorat faptului că suferea de depresie clinică, afecțiune cu care a fost oficial diagnosticat în jurul vârstei de 28 de ani. Artistul a susținut de asemenea într-un interviu din 2016 că a renunțat complet la droguri după lansarea albumului Meds.
Alienarea este o altă temă prezentă în lirică, Molko descriind formația ca fiind „pentru neadaptați, făcută de neadaptați.

### Influență
Formația Placebo a fost citată drept influență pentru My Chemical Romance și Panic! at the Disco.

## Activitate muzicală

### Albume
- Placebo (17 iulie 1996)
- Without You I'm Nothing (12 octombrie 1998)
- Black Market Music (9 octombrie 2000)
- Sleeping With Ghosts (24 martie 2003)
- Meds (13 martie 2006)
- Battle for the Sun (8 iunie 2009)
- Loud Like Love (16 septembrie 2013)
- Never Let Me Go (2022)

### Compilații
- Once More With Feeling (25 octombrie 2004)
- Covers (5 martie 2007)Notă
- Extended Play '07 (31 iulie 2007) (lansat doar în America)

NotăCovers este discul bonus de pe Sleeping with Ghosts Special Edition. Se poate downloada de pe iTunes.

## Membri
Membri actuali
- Brian Molko – voce, chitară, muzicuță, claviaturi, saxofon (1994-prezent)
- Stefan Olsdal – chitară bas, chitară, claviaturi, voce (1994-prezent)

Membri care însoțesc trupa în turnee:
- Bill Lloyd – chitară, chitară bas (1999-prezent)
- Nick Gavrilovich - claviatură, chitară, voce (2009-prezent)
- Matt Lunn - tobe, percuție (2015-prezent)
- Angela Chan - vioară, claviatură, voce (2017-prezent)

Foști membri
- Steve Hewitt – tobe, percuție (1994; 1996-2007)
- Robert Schultzberg – tobe, percuție, didgeridoo (1994-1996)
- Steve Forrest - tobe, percuție, voce (2008-2015)

Foști membri de turneu
- Xavior Roide – claviatură, backing vocal (2003-2005)
- Alex Lee – claviatură, chitară, backing vocal (2006-2008)
- Fiona Brice - vioară, claviatură, voce (2008-2017)